# 奇瓦瓦州
契瓦瓦州（西班牙語：Chihuahua，發音：[tʃiˈwawa] ⓘ）位於墨西哥西北內陸，北靠美國新墨西哥州和德克薩斯州，面積達24.7萬平方公里，是該國面積最大的州，佔全國面積的八分之一。

## 地理
奇瓦瓦除了有廣大的沙漠外，其森林面積比墨西哥其它州都要多，如松樹、榕樹、冷杉、北美灰橡等。在山坡地上有短草草原，是墨西哥主要的農業區。
著名的寵物狗吉娃娃也是起源於該州。

## 歷史
州名源於州的首府。「契瓦瓦」這個名字的來源不詳，但在西班牙人來到前已經存在，可能出自納瓦特爾語的Xicuahua，意思是「乾燥、多沙的」。
该州在墨西哥革命時期發揮了重要作用。

## 經濟
主要產品有蘋果、堅果、木材、牛隻及奶製品、綿羊，金、銀、鉛、鋅等各種金屬，水泥及陶瓷材料。工業方面以出口美國為主。Mata Ortiz（页面存档备份，存于）的新式陶瓷飲譽國際。第三產業發達，以旅遊業、銀行業、高科技產業為主。然而由於鄰近美國，亦成為了毒販活躍的地方，大大影響了當地的治安及旅遊業。

## 民族
麥士蒂索人為主，白人的比例全墨西哥第一（35%）。其它族群有居於山區的印地安人，門諾派（有德國-荷蘭血統）、摩門教（有英美血統）徒等。

## 另見
- 吉娃娃

## 外部連結
维基共享资源上的相關多媒體資源：奇瓦瓦州